# Baklofen
Baklofen (Kemstro, Lioresal, Liofen, Gablofen, i Beklo) je derivat gama-aminobuterne kiseline (GABA). On se prvenstveno koristi za tretiranje spasticiteta. On je u ranom stadijumu istraživanja za moguću upotrebu u tretmanu alkoholizma.
Baklofen je agonist GABAB receptora. Njegovo korisno dejstvo na spasticitet je rezult uticaja na kičmene i supraspinalne lokacije. Baklofen se takođe može koristiti za tretiranje štucanja. Pokazano je da sprečava porast telesne temperature indukovane lekom MDMA kod pacova.
Istraživanja su pokazala da je baklofen efektivan u tretmanu alkoholne zavisnosti i povlačenja, putem inhibicije simptoma povlačenja i žudnje.
Korisno svojstvo baklofena je da se tolerancija ne javlja u znatnoj meri — baklofen zadržava svoje terapeutske antispazmodičke efekte čak i nakon nekoliko godina stalne upotrebe. Međutim, tolerancija se može razviti kod nekih pacijenata koji primaju lek intratekalno.

## Spoljašnje veze
-{
- Intrathecal Baclofen Therapy Cleveland Clinic Information Center. 15 June 2001.
- FYI: Baclofen (Lioresal), from the New York State Office of Alcoholism and Substance Abuse Services
- Intrathecal Baclofen, from Nottingham University Hospitals NHS Trust, Queen's Medical Centre
- U.S. National Library of Medicine: Drug Information Portal - Baclofen

}-
|  | Molimo Vas, obratite pažnju na važno upozorenje u vezi sa temama iz oblasti medicine (zdravlja). |